# GSC6412-408
GSC6412-408 — хімічно пекулярна зоря спектрального класу A5, що має видиму зоряну величину в смузі V приблизно 10,6.
Вона  розташована на відстані близько 836,3 світлових років від Сонця.